# Emmanuelle Parrenin
Pour les articles homonymes, voir Parrenin.
Emmanuelle Parrenin, née en 1949, est une artiste et chanteuse française de folk, connue pour sa collaboration dans les années 1970 avec les groupes Mélusine et Gentiane. Emmanuelle Parrenin est la fille du fondateur du Quatuor Parrenin, formation musicale classique (2 violons, alto, violoncelle).

## Parcours
En juillet 1970, elle participe au Québec à un collectage réalisé par des membres de l'association "Le Bourdon"[pertinence contestée], dans les provinces et régions de  Beauce, Charlevoix et Bois-Francs. 
En 1973, elle cofonde Mélusine mais n'en fait déjà plus partie lorsqu'est publié en 1975 Mélusine, le premier album du groupe (chez Polydor). Par contre, elle aura participé à l'enregistrement de deux des quatre albums pré-Mélusine : Chants à répondre et à danser (paru en 1973 chez Le Chant Du Monde) et Le galant noyé (Ballades et chansons traditionnelles françaises) (paru en 1975, également chez Le Chant Du Monde), ce dernier ayant dû être à l'origine le premier album de Mélusine.
En 1974, elle publie l'album La Maumariée avec son mari Phil Fromont qu'elle retrouve l'année suivante avec l'album Château dans les nuages co-signé avec un troisième musicien, Claude Lefebvre. 
En 1976, elle participe à l'enregistrement de Douar Nevez, le premier album solo de Dan Ar Braz. 
Elle publie son premier album, Maison Rose, produit et enregistré en 1977 par Bruno Menny. 
Par la suite, elle participe[réf. nécessaire] en 1979 à l'enregistrement de l'album Musique d'Auvergne de la formation Gentiane. 
Emmanuelle Parrenin est revenue sur le devant de la scène dans les années 2010 : son album Maison Cube est publié en mars 2011 sur le label Les disques Bien. Elle se produit ensuite sur de nombreuses scènes françaises.
Sa notoriété est restée confidentielle mais son travail a été reconnu notamment pour avoir réussi une fusion entre musique traditionnelle, musique expérimentale, style folk aérien et percussions[réf. nécessaire], notamment dans le titre Topaze. Ses chansons accompagnées à la harpe, à l'épinette des Vosges et à la vielle à roue, ponctuées d'expérimentations sonores, la rapprochent assez de Vashti Bunyan ou Linda Perhacs, et en France de certains titres de Brigitte Fontaine[réf. nécessaire]. Emmanuelle Parrenin se démarque par l'influence beaucoup plus prononcée du folklore traditionnel sur son travail, folklore qu'elle continue d'explorer aujourd'hui[réf. nécessaire].
Elle publie en janvier 2021 l'album Jours de Grève en collaboration avec l'Allemand Detlef Weinrich.

## Discographie

### Albums
- 1977 Maison Rose, Ballon Noir
- 2011 Maison Cube, Les disques Bien
- 2017 Pérélandra, Le Souffle Continu.
- 2017 Volturnus/Balaguère, Beside Records. (Avec Eat Gas & Étienne Jaumet)
- 2021 Jours de Grève, Versatile. (Avec Detlef Weinrich)
- 2022 Targala, la maison qui n'en est pas une, Johnkôôl Records.

### Participations
- 1972 Collectif, Vesdun - 1er Festival De Musique Traditionnelle, Prodisc
- 1973 Collectif, Chants à répondre et à danser (Le Chant du Monde LDX 74515) (avec Jean-François Dutertre, Yvon Guilcher, Jean-Loup Baly, Emmanuelle Parrenin, Dominique Regef, Phil Fromont et Dominique Maroutian)
- 1973 Jean-François Dutertre, Spécial Intrumental - L'épinette des Vosges (Le chant du Monde)
- 1974 Phil & Emmanuelle Fromont, La Maumariée (album publié par le couple Phil Fromont / Emmanuelle Fromont-Parrenin)
- 1974 Collectif, Festival de Saint-Laurent, ABM
- 1975 Collectif, Le galant noyé (Ballades et chansons traditionnelles françaises) (Le Chant Du Monde LDX 74576) (avec Jean-François Dutertre, Jean-Loup Baly, Dominique Regef et  Emmanuelle Parrenin)
- 1975 Emmanuelle Parrenin, Phil Fromont, Claude Lefebvre, Château dans les nuages, Cézame
- 1975 Pierre Bensusan, Près de Paris, Cézame
- 1976 Collectif, Chansons à danser - Belle ton amour me mène, Le Chant du Monde (avec Jean-Loup Baly, Jean-François Dutertre, Emmanuelle Parrenin, Naïk Raviart, Mône Dufour et Dominique Regef)[7]
- 1976 Dan Ar Braz, Douar Nevez, Hexagone
- 1977 Ripaille, La Vieille que l'on brûla, Ballon Noir
- 1977 Benoît Wideman, Stress!, Ballon Noir
- 1978 La Confrérie des Fous, La Confrérie des Fous, Ballon Noir (BAL 13008)
- 1978 Jaime Roos, Para espantar el sueño
- 1979 Gentiane, Musique d'Auvergne, Cézame
- 1983 Môrice Bénin, Aimer sans issue

- 1995 Collectif, Anthologie de la Chanson française : Des trouvères à la Pléiade
- 1999 Jean-François Dutertre, Ballades françaises, Vol. 2

- 2009 Étienne Jaumet, Night Music

- 2012 The Loved Drones, The Tangible Effect Of Love, Freaksville Rec
- 2023 Collectif, Le Bourdon Folk Club, Archives Disc 3.

## Radio
- Péroline Barbet, "Emmanuelle Parrenin, le pari du son. Entretien avec Emmanuelle Parrenin" (2021, 55 min). Contretemps podcast, produit par la FAMDT